# アンディ・ボガード
アンディ・ボガード（Andy Bogard）は、SNK（SNKプレイモア）の対戦型格闘ゲーム『餓狼伝説』シリーズなどに登場する架空の人物。

## 概要
テリー・ボガードの弟。テリー同様、捨て子であったがジェフ・ボガードに養子として育てられた。そのテリーには一度も勝てないでいる。
2人は兄弟として育ちながらも格闘スタイルは異なり、兄のテリーはマーシャルアーツ+喧嘩殺法なのに対して、弟のアンディは骨法を使う。これはテリーに体格で差をつけられていることが理由で別のスタイルを探した結果、日本の骨法に辿り着いたという。『リアルバウト餓狼伝説スペシャル ファンブック』のストーリー解説では、テリーと共にタン・フー・ルーに師事していた頃、体格差もあって実力が伸び悩んでいたアンディを心配したタンが後述の不知火半蔵に相談し、アンディを気に入った半蔵が日本へ誘った、とされている。
骨法の師は『餓狼伝説2』（以下『餓狼2』と表記）から登場した不知火舞の祖父・不知火半蔵であり、その縁で舞とは恋人同士になった。彼女に執拗に結婚を迫られるが、アンディは「自分は未熟で修行中の身、結婚なんてまだ早い」と考えているため、未だに進展がなく、その求道的な考えが舞をヤキモキさせる一つの要因となっている。
『餓狼2』の時点で師匠の半蔵が死去。『餓狼伝説3』（以下『餓狼3』と表記）と『リアルバウト餓狼伝説』（以下『RB餓狼』と表記）では忍者のようなスタイルになり、『餓狼3』以後は必殺技が不知火の焔を纏うようになった。これは、不知火流を継承するに際し、不知火流忍術は舞、忍術から派生した不知火流体術はアンディがそれぞれ継承者となったためであり、不知火流体術には派生元である忍術の名残があるからとされる。
『餓狼3』のエンディングではギース・ハワードと戦った際に無理をしたらしく、吐血している。『餓狼 MARK OF THE WOLVES』にはアンディ自身はプレイヤーキャラクターとしては登場していないが、弟子の北斗丸のエンディングで姿を見せる。
『リアルバウト餓狼伝説スペシャル 』（以下『RBS』と表記）で隠しキャラクターとして登場したEXアンディ・ボガードは、他のEXキャラクターと違いアンディ本人ではなく、アンディの影であると当人が語っている。また彼の弁によれば、「不知火流には光と影が常に存在する」という。
『餓狼伝説 City of the Wolves』（以下『餓狼CotW』）ではシーズンパス1のDLCキャラクターとして登場が決定され2025年夏実装予定。服装があまり変化無しだが金髪長髪オールバックが首辺りまで短くなっている。
一人称は基本的に「僕」だが、『餓狼3』など一部の作品（一人称が定められる以前）では「私」または「俺」になっている。またテリーの事も「兄さん」、または「兄貴」と呼んでいる。
『餓狼CotW』では一人称は「俺」、テリーの事は基本的には「兄さん」だが、北斗丸のED時のみ「兄貴」、と呼ぶ。
モデルとなった人物は俳優のアンディ・ガルシア。

### 『餓狼』シリーズ以外でのアンディ
『ザ・キング・オブ・ファイターズ』（以下『KOF』と表記）シリーズでは『KOF 2002』まではすべて出場していたが、『KOF 2003』では弟子である北斗丸がおたふく風邪のため、『KOF XI』では舞にバカンスに連れて行かれたため、それぞれ不参加となっている。『KOF XII』で約7年振りに出場している。
『KOF MAXIMUM IMPACT』シリーズには登場せず、『KOF MAXIMUM IMPACT 2』のテリーのストーリーでは一度も勝てないテリーに対抗できるだけの実力をつける修行をしていると説明されている。『KOF MAXIMUM IMPACT REGULATION´A`』の特設サイトに掲載されているサイドストーリーにおいては、テリーに「戦うのはそう遠い話じゃない」と発言している。
『KOF完全読本』にも収録された『美形会議』では、『餓狼伝説』の美形キャラとして登場。主にこの会議を仕切るリーダー的存在である。何かと血を吐く橘右京に対して、痛いところを突きまくる八神庵に右京への謝罪を強い口調で要求する。たまにロバート・ガルシアにもからかわれる。また、彼も血を吐くことがあった。美形キャラの存在価値にこだわりすぎて、会議とは無関係な不規則発言を飛ばすことが多い。庵にそれを指摘されてからは若干低姿勢になり、さすがに反省している様子。
カプコンとのクロスオーバーは『SNK VS. CAPCOM 激突カードファイターズ』シリーズに個別キャラクターカードがあるのみで、『CAPCOM VS. SNK』シリーズなどの対戦格闘ゲームには出場していない。

## 技の解説

### 通常技

#### 『KOF』シリーズ
技名が公表されている『'94』 - 『'96』の名称のみ記載。
| 操作                                      | 立ち（近距離）                              | 立ち（遠距離）                              | しゃがみ                                      | 垂直ジャンプ                                    | 前方ジャンプ                                    | 後方ジャンプ                                    |
| ----------------------------------------- | ------------------------------------------- | ------------------------------------------- | --------------------------------------------- | ----------------------------------------------- | ----------------------------------------------- | ----------------------------------------------- |
| 弱パンチ                                  | 『'95』以前：曲がり平手 『'96』：積極弾突撃 | 『'95』以前：弾き 『'96』：回転重打         | 『'95』以前：しゃがみ裏拳 『'96』：下段裏拳   | 『'95』以前：手刀落とし 『'96』：冥門           | 『'95』以前：手刀落とし 『'96』：冥門           | 『'95』以前：手刀落とし 『'96』：冥門           |
| 強パンチ                                  | 『'95』以前：変形曲がり 『'96』：曲がり     | 『'95』以前：回転打ち 『'96』：変形曲がり   | 『'95』以前：しゃがみ直き 『'96』：下段直蹴撃 | 『'95』以前：飛翔落とし 『'96』：飛翔ひじ落とし | 『'95』以前：飛翔落とし 『'96』：飛翔ひじ落とし | 『'95』以前：飛翔落とし 『'96』：飛翔ひじ落とし |
| 弱キック                                  | 『'95』以前：突き蹴り 『'96』：突蹴撃       | 『'95』以前：突き返し蹴り 『'96』：突返蹴撃 | 『'95』以前：払い蹴り 『'96』：下段直蹴撃     | 『'95』以前：袈裟蹴り 『'96』：袈裟蹴撃         | 『'95』以前：飛び逆蹴り 『'96』：刃牙蹴撃       | 『'95』以前：飛び逆蹴り 『'96』：刃牙蹴撃       |
| 強キック                                  | 『'95』以前：回転逆蹴り 『'96』：回転逆蹴撃 | 『'95』以前：竜巻蹴り 『'96』：回転袈裟蹴撃 | 『'95』以前：摺り蹴りキック 『'96』：摺り蹴撃 | 『'95』以前：袈裟蹴り 『'96』：変形刃牙蹴り     | 『'95』以前：飛び逆蹴り 『'96』：因果弾蹴撃     | 『'95』以前：飛び逆蹴り 『'96』：因果弾蹴撃     |
| 攻撃避け                                  | 通り返し避け                                | 通り返し避け                                | -                                             | -                                               | -                                               | -                                               |
| 『'94』：避け攻撃 『'95』：カウンター攻撃 | 逆蹴り                                      | 逆蹴り                                      | -                                             | -                                               | -                                               | -                                               |
| ふっ飛ばし攻撃                            | 『'95』以前：刈り蹴り 『'96』刈り蹴撃：     | 『'95』以前：刈り蹴り 『'96』刈り蹴撃：     | -                                             | 『'94』：飛び逆蹴り 『'95』以降：烈脚不動陣     | 『'94』：飛び逆蹴り 『'95』以降：烈脚不動陣     | 『'94』：飛び逆蹴り 『'95』以降：烈脚不動陣     |
| ダッシュ                                  | 前ダッシュ                                  | 前ダッシュ                                  | -                                             | -                                               | -                                               | -                                               |
| バックステップ                            | バックステップ                              | バックステップ                              | -                                             | -                                               | -                                               | -                                               |

### 特殊技
浴びせ蹴り（あびせげり）
『餓狼3』からの技。側転しながら、上段に蹴りを入れる。
上げ面（あげめん）
『RB餓狼』からの技。屈んで、斜め上に掌底を繰り出す。
くない弾（くないだん）
『RB餓狼』でのダウン追撃技で、くないを足元に投げる。『リアルバウト餓狼伝説スペシャル DOMINATED MIND』（以下『RB餓狼SDM』と表記）と『KOF 2002 UNLIMITED MATCH』でも使用する。『RBS』ではEXアンディが使用。
回転袈裟蹴り（かいてんけさげり）
『餓狼伝説 WILD AMBITION』（以下『餓狼WA』と表記）で使用する技。回りながら踵落としを繰り出す。
逆回し蹴り（さかまわしげり）
『餓狼WA』で使用する回転上段蹴り。
後ろ宙返り蹴りあげ（うしろちゅうがえりけりあげ）
『餓狼WA』で使用する技。後方に宙返りしながら蹴り上げる。
上顎（うわあぎと）
『KOF』シリーズの技。いわゆる踵落とし。
平手打ち（ひらてうち）
『KOF XII』で追加された特殊技。『餓狼2』 - 『餓狼SP』の避け攻撃を再現したもので、上体を後ろに反らしつつ掌底を繰り出す。

### 通常投げ
放り投げ（ほうりなげ）
初代『餓狼伝説』での通常投げ。
抱え込み投げ（かかえこみなげ）
『餓狼2』 - 『餓狼SP』、および『KOF』シリーズでの通常投げ。相手を抱え込んでから放り投げる。
足刈（あしがり）
『餓狼WA』での通常投げ。
剛臨･改（ごうりん・かい）
初出は『KOF'96』。担ぎ上げた相手を地面に叩き付け、蹴りでの追撃を加える。

### 必殺技
斬影拳（ざんえいけん）
残像を伴う素早い踏み込みからの肘打ち。『餓狼伝説』時から極端に隙が少ない技になっており、『餓狼2』では通常技キャンセルを絡めたハメ技が存在する。「残影拳」は誤記。
疾風裏拳、疾風横拳 （しっぷううらけん、しっぷうおうけん）
『餓狼3』以降の「斬影拳」からの追撃技（技名がついたのは『RB餓狼』から）で、裏拳で相手をふっ飛ばす。「疾風横拳」は『KOF'99』以降での追撃技で、「疾風裏拳」とほぼ同様。
我弾幸（がだんこう）
『KOF'96』 - 『'98』での「斬影拳」からの追撃技で、体当たりを決める。リーチが短い。
残影拳・胸穿（ざんえいけん・むねうがち）
『餓狼CotW』からの追撃技で、「疾風横拳」と同様の技。
残影拳・足崩（ざんえいけん・あしくずし）
『餓狼CotW』からの追撃技で、足払いを繰り出す。
飛翔拳（ひしょうけん）
掌から気弾を打ち出す飛び道具。『餓狼』シリーズでも『KOF』シリーズでも見た目や性能の変化が激しい。初代『餓狼伝説』では幅が広いが、出が遅くて飛距離が短かった。しかし、以後の『餓狼』シリーズでは次第に隙が少なく幅が小さくなり、『餓狼2』からは飛距離が無制限になった。『KOF』シリーズでは『'96』から気を噴射する技に変更。また動作は『餓狼3』（『KOF』シリーズでは『'99』）から打ち出す手に反対側の手を添えなくなっている。
激・飛翔拳（げき・ひしょうけん）
『RB餓狼』からの技で、「飛翔拳」のバリエーション。目の前に大きな気の塊を発生させる。『RBS』ではEXアンディが使用。『餓狼CotW』ではREVアーツ版「飛翔拳」がこの技に近い形状になる。
空飛翔拳（くうひしょうけん）
『餓狼CotW』からの技で、空中で斜め下に向かって放つ。
昇龍弾（しょうりゅうだん）
両手を広げて振り回しながら飛び上がる対空技。『餓狼CotW』ではブレーキング対応で、REVアーツ版は着地時に両手を振り下ろして地面に叩き付ける。
初代『餓狼伝説』のインストラクションカードや中間デモでは技名が表記されず、雑誌媒体やスーパーファミコン版の説明書では「空破弾」と表記されていたが、『餓狼伝説』の家庭用ネオジオ版の発売時に誤植として修正され、正式に今の技名となった。
空破弾（くうはだん）
その場で前転してから、ドロップキックのように両足を揃えての飛び蹴り。北斗丸はこの技を受け継いでいる。『餓狼伝説』でライデンに対して出すと間合によっては一度に3発連続で入りKOできることがあった。『KOF XIV』と『餓狼CotW』ではブレーキング対応で、REVアーツ版は着地後に「闇 浴びせ蹴り」に繋げて浮かせる。
上記「昇龍弾」と同様の経緯で当初は技名が入れ替わっていたが、『餓狼伝説』の家庭用ネオジオ版のマニュアルでは修正され、正式に今の技名となった。
幻影不知火（げんえいしらぬい）
『餓狼3』からの技。空中で奥のラインへ移動し、着地と同時に攻撃しながら元のラインへ戻る。対空技はスウェーライン攻撃でなければ当たらない。『餓狼』シリーズでは空中から別ラインに急降下して、着地して「浴びせ蹴り」で攻撃する。攻撃がヒットすると相手は別ラインに移動する（『RBS』まで）ので、さらに追撃も可能。
『KOF』シリーズでは別ラインがないのでそのまま急降下して、以下の追加技に派生する。
幻影不知火・上顎 （げんえいしらぬい・うわあぎと）
『KOF'98』までは跳びつつ踵落とし（「上顎」と同じ動作）、『KOF'99』以降は振り下ろすように回し蹴りを繰り出す。中段攻撃。
幻影不知火・下顎 （げんえいしらぬい・しもあぎと）
『KOF'98』まではしゃがんでの掌底、『KOF'99』以降は足払いを繰り出す。
真・幻影不知火（しん・げんえいしらぬい）
幻影不知火の改良型で、前方に飛びかかる。
白雨（はくう）
浴びせ蹴りを放つ。
黒雨（こくう）
背後から手刀を振り下ろす。REVアーツ版は相手の背後に瞬間移動する。
飛沫（ひまつ）
着地してスライディングキックを繰り出す。
真・蜘蛛絡み（しん・くもからみ）
空中から掴みかかり「不知火蜘蛛絡み」を繰り出す。
不知火蜘蛛絡み
『餓狼3』からの技で、相手の背中におぶさり締め付ける投げ技。『餓狼3』では地上で入力し、『RB』以降は空中で入力する。『RBS』ではEXアンディが使用。『餓狼WA』では通常の背後投げ。
撃壁背水掌（げきへきはいすいしょう）
『KOF'95』からの技で、掌底のコンビネーションを繰り出す。『KOF'95』では連続入力技だったが、『KOF'96』以降は打撃投げに変更。なお、『KOF'98 ULTIMATE MATCH』（以下『'98 UM』と表記）の裏バージョンでは『KOF'95』版が採用されている。
闇 浴びせ蹴り（やみ あびせげり）
『RB餓狼』からの技で、炎を纏った脚を振り上げながら後転する。動作は「浴びせ蹴り」のものを逆回しにした形になっている。『RBS』ではEXアンディが使用。
爆震（ばくしん）
『RBS』からの技。突進して相手に組み付き、掌底を打ち込む打撃技。『餓狼WA』では飛び込んでの移動投げになっている。『'98 UM』でも裏アンディが使用し、こちらも移動投げ。
熟瓜打ち（ほぞちうち）
『餓狼WA』で使用するコマンド投げ。相手の首を抱えるように締め上げ、頭に手刀を叩き込む。

#### EXアンディの技
斬影拳 穿（ざんえいけん うがち）
「斬影拳」を繰り出した後、影のような残像が追って突進する。追撃技は出せないが、残像がヒットすると相手はダウンする。
幻影不知火 飛影（げんえいしらぬい ひえい）
ダッシュからのみ出せる技。姿を消して背後に回り込み攻撃する。

### REVブロウ
疾風我弾幸（しっぷうがだんこう）
地上REVブロウ。背中で体当たりを繰り出す。
飛影拳（ひえいけん）
空中REVブロウ。

### 超必殺技（潜在能力）
超裂破弾（ちょうれっぱだん）
黄色や橙色の炎（あるいはオーラ）を纏った「空破弾」の強化版。『餓狼』シリーズでは『RBS』まではタメコマンド（レバー真下以外でのタメは受け付けない）だった。
『KOF XIV』ではオーラの色がそれまでの炎を思わせるものから青白いものに変更されている。
斬影裂破（ざんえいれっぱ）
『RB餓狼』および『RBS』での潜在能力。「斬影拳」から立て続けに「超裂破弾」を決める。
飛翔流星拳（ひしょうりゅうせいけん）
『KOF'97』からの技。二連続の掌底から、両手を突き出し練った気を噴射する。
斬影流星拳（ざんえいりゅうせいけん）
『KOF'99』からの技で、「斬影拳」で突進してから「飛翔流星拳」に移行する。
残影昇破拳（ざんえいしょうはけん）
『餓狼CotW』からの技。残影拳から通常は「昇龍弾」と「飛翔拳」、潜在能力版は「残影拳・胸穿」とREVアーツ版「昇龍弾」と「激・飛翔拳」に繋げる。
昇龍裂破弾（しょうりゅうれっぱだん）
『RB餓狼SDM』での隠し技（潜在能力）。「昇龍弾」で飛び上がった後、さらに空中で「超裂破弾」を決める。
男打弾（だんだだん）
『リアルバウト餓狼伝説2』での潜在能力。ボディブローの連打から、最後に正拳突きを決める。技名はジョー・ヒガシが命名したという。
斬徹（ざんてつ）
『餓狼WA』でのオーバードライブパワー。その場での掌底で始動する乱舞技。
斬影至兜裂破弾（ざんえいしこうれっぱだん）
『KOF2002』および『KOF NEOWAVE』のMAX2。オーラを纏った「斬影拳」で突進し相手を浮かせた後、追加入力で「超裂破弾」のようにオーラに包まれた状態で空中の相手に向かって頭から突っ込み、頂点付近でそのまま降りてくる。
絶・飛翔拳（ぜつ・ひしょうけん）
『KOF XIII』からの超必殺技。前方に球状の「飛翔拳」を作り出し、続く掌打で気を一気に噴出させる。
超・神・速・斬影拳（ちょう しん そく ざんえいけん）
『KOF XIII』で追加されたNEO MAX超必殺技。『KOF XIV』でもCLIMAX超必殺技として採用されている。構えとともに姿が消えるほどの高速の「斬影拳」を放ち、画面端に相手を叩き付ける技。
絶頭蓋鳴（ぜつとうがいならし）
『餓狼CotW』のヒドゥンギア。空中からくないを投げ付け、ヒットすると相手の頭を組み伏せてから気を地面に叩き付ける。

#### EXアンディの技
絶 裂破弾（ぜつ れっぱだん）
青紫の炎を纏った「超裂破弾」。『KOF'98 UM』でも裏性能版で使用できる。
爆裂天翔拳（ばくれつてんしょうけん）
潜在能力。「斬影拳」から、さらに「激・飛翔拳」を決める。

## 他のメディアでのアンディ
アニメ版
『バトルファイターズ餓狼伝説』では、テリーと互角に戦える技の切れを持ち、タンから「技の鋭さならジェフを超えた」と評された反面、ギースへの復讐に固執して血気に逸る熱血漢的な面が強調されている。テリーが八極聖拳を継承してギースを倒した後は、自身の未熟さを自覚して更なる修行に励むため、日本へ戻った。この作品のみ髪色が水色になっている。なおアニメをベースとした小説版では性格は基本的にクールとされ、本作の時点では養父の仇を討ちたいという焦りが普段の冷静さを失わせていたという形で、本作以降での描写との差異を解消していた。この小説版ではアニメでは描写されない、彼が不知火流に学ぶことになった経緯やジョーと友情を結ぶきっかけとなった事件についても明かされている。
上記作品の続編である『バトルファイターズ餓狼伝説2』では、強さを求めて黙々と修行に励むクールな求道者という側面が強くなった。その一方で「婚約者」を自称する舞の積極的なアプローチには狼狽することしきりだが、彼女がローレンス・ブラッドに敗れて囚われの身となった時は激しい怒りを見せ、ローレンスを瞬殺して救い出すなど、強く想っていることも描かれた。
劇場用アニメ『餓狼伝説 -THE MOTION PICTURE-』でもクールな面と、舞とはその積極さに戸惑いながらも強い絆で結ばれていることが描かれている。なお、これらのアニメで描かれた性格や舞との関係は『餓狼伝説スペシャル』以降のゲームにも設定としてフィードバックされていった。なお、同作品では舞の祖父・半蔵の親友である山田十平衛のことを「十平衛先生」と呼んでいる。
漫画版
細井雄二作画の『コミックボンボン』連載版コミックでは、児童向け漫画の主人公らしく豪快なキャラクターのテリーに対して、熱血漢ながらも沈着冷静に立ち回る副主人公的ポジション。ジョーとは良きライバルという間柄。舞との関係は「婚約者」というところは踏襲されつつも、アニメのようなラブコメ的なやりとりはなかった。同シリーズの『餓狼伝説2』ではヴォルフガング・クラウザーの息子・リヒャルト（漫画オリジナルキャラクター）に瓜二つということから拉致されるという役回りを担う。
LEO ADVER作画による『ゲーメスト』連載版コミックでは、豪快な性格のテリーに比べて落ち着いた感じではあるものの年齢相応の明るい青年として描かれた。テリーのことは「兄貴」もしくは「テリー」と呼ぶ。行く手に立ち塞がるホア・ジャイを「オッサン」呼ばわりするなど、アニメや『コミックボンボン』版に比べると行儀の悪い面もある。
ドラマCD
電撃CD文庫版では『バトルファイターズ餓狼伝説2』以降のクールな性格描写に準じていた。しかし初期（ギースとの戦いまで）の時点では、そのクールさは感情を押し殺しているが故のものという差異がある。常にテリーのことを意識しており、その強さを超えることを目標にしているという部分が強調されていた。そのためクラウザーに敗れて自棄になりかけたテリーにはあえて勝負を挑み、自身の全力を出した激闘の中で尊敬する兄に再起を促した。

## 担当声優
格闘ゲームでの担当声優
- 橋本じゅん（『餓狼伝説2』、『餓狼伝説SPECIAL』、『KOF'94』）
- 難波圭一（『餓狼伝説3』 - 、『KOF'95』 - 『KOF XIII』
- 岡本寛志（『KOF XIV』以降のゲーム作品）

その他のゲームでの担当声優
- 深町寿成（『THE KING OF FIGHTERS for GIRLS』）

その他の関連作品での担当声優
- 難波圭一（アニメ『バトルファイターズ 餓狼伝説』および『餓狼伝説 -THE MOTION PICTURE-』）
- 丸尾知子（アニメ『バトルファイターズ 餓狼伝説』：少年時代）
- 堀川りょう（ドラマCD『電撃CD文庫 餓狼伝説』シリーズ）
- 小板橋篤記（ドラマCD『美形会議』）
- 岡本寛志（アニメ『THE KING OF FIGHTERS:DESTINY』）
- 花倉洸幸（アニメ『THE KING OF FIGHTERS:DESTINY』：少年期）

## 関連人物
- ジェフ・ボガード - 養父
- テリー・ボガード - 義兄、KOFのチームメイト
- ジョー・ヒガシ - 友人、KOFのチームメイト
- 不知火舞 - 恋人、『'99』のチームメイト
- 不知火半蔵 - 師匠
- 山田十平衛 - 不知火半蔵の親友
- ブルー・マリー - 友人、『2000』『2001』のチームメイト
- タン・フー・ルー - 育ての親の一人、師匠
- ギース・ハワード - 仇敵
- ビリー・カーン - 敵対関係
- ヴォルフガング・クラウザー - 敵対関係
- 北斗丸 - 弟子
- グリフォンマスク - 『2003』における自分の代理
- シュンエイ - 『KOF』キャラクター、後輩
- 明天君 - 『KOF』キャラクター、後輩